# Argophara epaxia
Argophara epaxia är en fjärilsart som beskrevs av Antonius Johannes Theodorus Janse 1963. Argophara epaxia ingår i släktet Argophara och familjen stävmalar. Inga underarter finns listade i Catalogue of Life.